# Leonardo Ximenes
Leonardo Ximenes (27 de diciembre de 1716 en Trapani - 4 de mayo de 1786) fue un jesuita, matemático, ingeniero hidráulico y astrónomo italiano. Fue un padre jesuita de familia originariamente española.
Matemático, astrónomo e ingeniero, estuvo al servicio del ducado de Toscana en el momento en que estaba gobernado por los Habsburgo-Lorena. El nombre del observatorio astronómico en Italia: Osservatorio Ximeniano, lleva ese nombre en su honor.
Ximenes pasó toda su carrera en la Toscana, como geógrafo e ingeniero del Gran Duque de Toscana, incluso después de la supresión de la Compañía de Jesús en 1773. Su valor científico es universalmente reconocido.
Es responsable de grandes obras de ingeniería. En 1756, fundó el Observatorio Astronómico en Florencia  San Giovannino  (que ahora lleva su nombre), al que dedicó los últimos años de su vida; allí observó el Tránsito de Venus de 1761

## Biografía
Leonardo nació en Trapani en el seno de una familia de origen español. Desde muy temprana edad ingresa en la Escuela de Jesús, así, estudió en el colegio de los Jesuitas, cerca de su lugar de nacimiento. En 1731 entró en el noviciado Jesuita de Palermo con sólo quince años. Estudió filosofía en Roma (desde 1735 hasta 1738) y enseñó algunos años letras y humanidades en Florencia, Prato y Siena (1738-1743), siendo profesor de matemáticas en la Universidad de Florencia. De vuelta a Roma para sus estudios de teología (1743-1747), fue ordenado Sacerdote en 1745. Luego enseñó matemáticas en Florencia durante diez años (1747 -1757).
Su formación inicial se centró en la ingeniería hidráulica, en la ingeniería civil (en 1765 diseñó y edificó la Casa Rossa Ximenes). Como astrónomo se ocupó del estudio de la determinación de la oblicuidad de la eclíptica, en este empeño restauró la meridiana solar de Santa Maria del Fiore.

## Algunas publicaciones

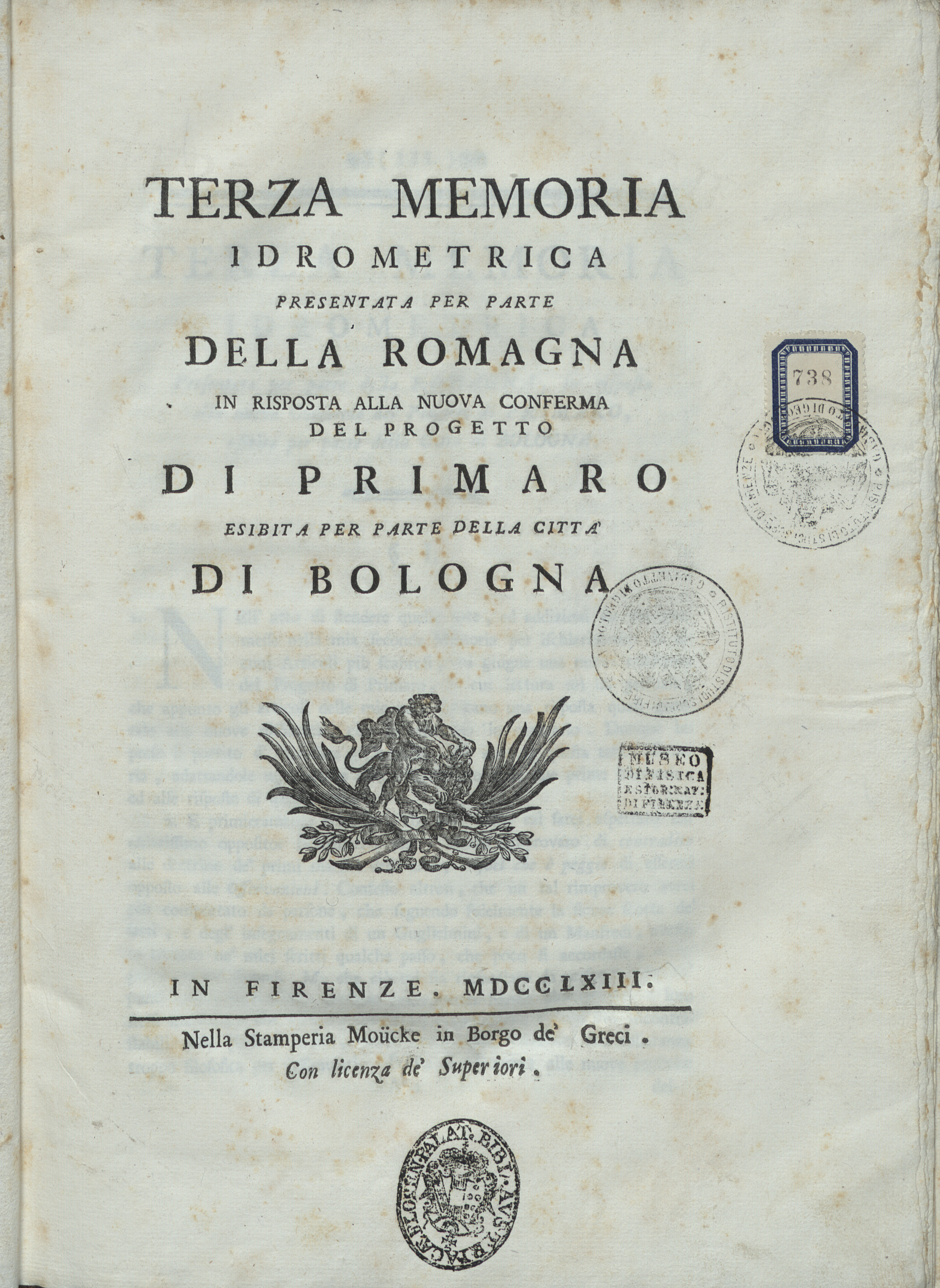
Terza memoria idrometrica, 1763

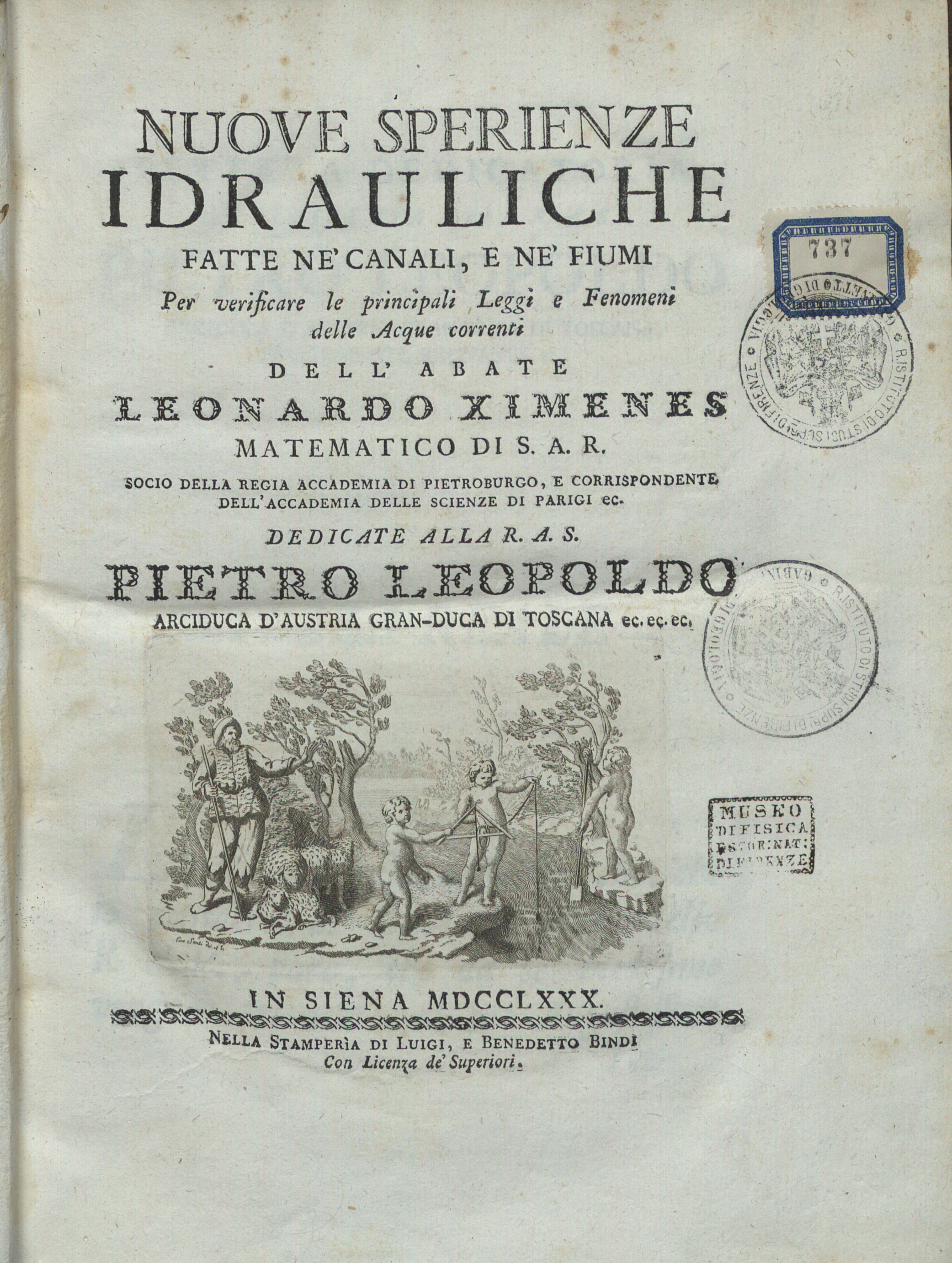
Nuove esperienze idrauliche, 1780

- Notizia de' tempi de' principali fenomeni del cielo…,[3] 1752

- (en latín) Dissertatio de maris aestu, ac praesertim de viribus lunae, solisque mare moventibus, Florence, Pietro Gaetano Viviani, 1755

- Del vecchio e nuovo gnomone fiorentino, Florence, 1757, donde menciona la carta de Paolo Toscanelli a Colón.,[4] (equivocadamente, Grothe y Muntz dicen que Ximenes atribuye la carta a Leonardo da Vinci).[5]

- Seconda memoria idrometrica responsiva alle difficoltà mosse contro alla prima da' signori Marescotti, Bertaglia, e Bonati, 1763

- Terza memoria idrometrica, Florence, Moücke, 1763

- Quarta memoria idrometrica, Florence, Moücke, 1764[6]

- Della fisica riduzione della Maremma Senese. Ragionamenti due ai quali si aggiungono quattro perizie intorno alle operazioni della pianura Grossetana ed all'arginatura del fiume Ombrone,[7] Florence, Moücke, 1769

- Teoria e pratica delle resistenze de' solidi
  - En línea : parte I, Pisa, 1782 ; parte II, Florencia, 1782
- Lettera del Sig. Abate Leonardo Ximenes … intorno all'esperienza del globo volante fatta in Francia dal Signor. Hnos. Montgolfier [sic], Florence, Pietro Allegrini, 1783

### Impresiones
- Art. de la Bibliothèque des écrivains de la Compagnie de Jésus, cité plus loin, comporte une liste où Enrico Carusi consta de 51 títulos.

- Pietro Riccardi. « Ximenes Leonardo », en Biblioteca matematica italiana dalla origine della stampa ai primi anni del secolo 19, 1876 ; 39 títulos

### En línea
- Œuvres en ligne sur Google livres
- Obras en línea en e-rara